# Eriborus tutuilensis
Eriborus tutuilensis là một loài tò vò trong họ Ichneumonidae.